# Juan Gómez Casas
Juan Gómez Casas (Burdeos, 1921-Madrid 2001) fue un militante anarcosindicalista español, secretario general de la CNT en dos periodos, y autor de numerosos escritos.
Nacido en Francia en una familia española de la emigración económica que se instaló posteriormente en España. Militante de la CNT desde su más temprana juventud y de las Juventudes Libertarias. Combatiente en la guerra civil de España desde 1938.
Después de la derrota de 1939 y gracias a su juventud consigue evitar ser represaliado. Mantiene actividad clandestina y es nombrado en 1946 Secretario General de las Juventudes Libertarias del Centro y un año después de las de toda la Confederación. En 1948 sufre una detención y más tarde será condenado a 30 años de prisión, que cumplirá hasta 1962.
Fallecido el dictador Franco, es uno de los militantes cenetistas que legaliza al sindicato y resulta el primer Secretario General de la CNT en la nueva etapa (agosto de 1976 a abril de 1978). Tras el V Congreso se opone rotundamente a las corrientes reformistas que impugnaron este.
Defensor de una línea anarcosindicalista y libertaria pura, se manifiesta en contra todo posibilismo y de hacer de la CNT un sindicato dependiente más. Participa en varios mítines y conferencias.
Numerosísimos escritos y colaboraciones en prensa.

## Obras
(de Juan Gómez Casas)
- Cuentos carcelarios, Madriz, Zyx, 1968.
- El apocalipsis, Algorta, Zero, 1969.
- Sociología e Historia, Bilbao, Zero S.A., febrero 1973, ISBN 84-317-0173-0.
- La primera internacional en España, Bilbao, Zero, 1974.
- Situación límite, Madrid, Sedmay Ediciones, 1975.
- Autogestión en España, Madrid, Juan Gómez Casas, 1976, ISBN 84-400-2084-8
- Los anarquistas en el gobierno: (1936-1939), Barcelona, Bruguera, 1977, ISBN 84-02-05173-1
- El relanzamiento de la C.N.T., 1975-1979: (con un epílogo hasta la primavera de 1984), Móstoles, CNT-AIT, 1984, ISBN 84-398-2555-2
- Los cruces de caminos (Antecedentes y pequeña historia de una década:1966-1976), París, CNT, 1984.
- Historia de la FAI: (aproximación a la historia de la organización específica del anarquismo y sus antecedentes de la Alianza de la Democracia Socialista), Madrid, Fundación Anselmo Lorenzo, 2002, ISBN 84-86864-57-7
- Historia del anarcosindicalismo español : epílogo hasta nuestros días, Madrid, La Malatesta, 2006, ISBN 84-934762-1-8
- Nacionalimperialismo y movimiento obrero en Europa (hasta después de la segunda guerra mundial). Edita CNT-AIT, 1985. ISBN 84-398-3478-0.